# Jeff Larentowicz
Jeff Larentowicz (Pasadena, 5 agosto 1983) è un ex calciatore statunitense, di ruolo centrocampista.

## Palmarès

### Club

#### Competizioni nazionali
- Campionato MLS: 2

Colorado Rapids: 2010
Atlanta United: 2018
- U.S. Open Cup: 2

New England Revolution: 2007
Atlanta United: 2019

#### Competizioni internazionali
- SuperLiga nordamericana: 1

New England Revolution: 2008
- Campeones Cup: 1

Atlanta United: 2019